# Джозефін (Техас)
Джозефін (англ. Josephine) — місто (англ. city) в США, в округах Коллін і Гант штату Техас. Населення — 2119 осіб (2020).

## Географія
Джозефін розташований за координатами 33°3′46″ пн. ш. 96°18′56″ зх. д. / 33.06278° пн. ш. 96.31556° зх. д. (33.062684, -96.315685).  За даними Бюро перепису населення США в 2010 році місто мало площу 5,03 км², з яких 4,85 км² — суходіл та 0,18 км² — водойми.

## Демографія
Згідно з переписом 2010 року, у місті мешкало 812 осіб у 282 домогосподарствах у складі 228 родин. Густота населення становила 161 особа/км².  Було 316 помешкань (63/км²).
Расовий склад населення:
| - 88,2 % — білих - 1,0 % — чорних або афроамериканців - 0,7 % — азіатів - 0,2 % — корінних американців - 7,3 % — осіб інших рас |

До двох чи більше рас належало 2,6 %. Частка іспаномовних становила 18,1 % від усіх жителів.
За віковим діапазоном населення розподілялося таким чином: 26,0 % — особи молодші 18 років, 64,4 % — особи у віці 18—64 років, 9,6 % — особи у віці 65 років та старші. Медіана віку мешканця становила 35,4 року. На 100 осіб жіночої статі у місті припадало 101,0 чоловіків;  на 100 жінок у віці від 18 років та старших — 97,0 чоловіків також старших 18 років.
Середній дохід на одне домашнє господарство  становив 75 727 доларів США (медіана — 70 972), а середній дохід на одну сім'ю — 79 366 доларів (медіана — 76 875). За межею бідності перебувало 3,6 % осіб, у тому числі 4,9 % дітей у віці до 18 років та 3,2 % осіб у віці 65 років та старших.
Цивільне працевлаштоване населення становило 390 осіб. Основні галузі зайнятості: освіта, охорона здоров'я та соціальна допомога — 20,5 %, роздрібна торгівля — 15,4 %, виробництво — 13,6 %, будівництво — 12,1 %.